# Praia de Cumbuco
Praia de Cumbuco (portugisiska: Praia do Cumbuco) är en strand i Brasilien.   Den ligger i delstaten Ceará, i den östra delen av landet, 1 700 km nordost om huvudstaden Brasília.